# يوهان فريدريش فون
يوهان فريدريش فون (بالألمانية: Johann Friedrich Eschscholtz)‏ (و. 1793 – 1831 م) هو مستكشف، وعالم حيواني، وعالم نبات، وعالم حشرات من ألمانيا . ولد في تارتو.
وهو عضو في الأكاديمية الألمانية للعلوم ليوبولدينا، والأكاديمية البروسية للعلوم .
توفي في تارتو.

## التعليم
تعلم في جامعة تارتو

## مناصب وهيئات
أدار جامعة تارتو.